# Мишло, Жан-Батист
Жан-Батист Эме Мишло, Мишло-старший (фр. Jean-Baptiste-Aimé Michelot; 1796, Нанси — 1 мая 1852, Брюссель) — франко-бельгийский композитор, дирижёр и музыкальный педагог.
С 1804 г. жил в Страсбурге, учился у Жозефа Дюмоншо (возможно, что и у его сына Шарля Франсуа Дюмоншо). С юношеских лет во время болезней своего наставника замещал его за дирижёрским пультом городского оперного театра, сочинил ряд комических опер, из которых наибольший успех выпал на долю «Двух тётушек» (фр. Les deux tantes; 1816).
В 1817 г. перебрался в Брюссель, где практиковал преимущественно как музыкальный педагог, преподаватель фортепиано. С открытием в 1832 году Брюссельской консерватории получил в ней класс фортепиано, в котором и преподавал до конца жизни. В брюссельский период опубликовал несколько сборников фортепианных пьес, преимущественно дидактического назначения, и некоторое количество песен; в 1831 г. в Брюсселе была с успехом представлена монодрама Мишло «Элоиза».
Младший брат Мишло, Проспер (Мишло-младший), также был работающим в Брюсселе композитором, издавал журнал «Дамский альбом» (фр. L'Album des dames), в каждом номере которого печатались четыре романса.